# The Partysquad
The Partysquad is een Nederlands dj-team, bestaande uit DJ Jerry (Jerry Leembruggen), MC Ruben (Ruben Fernhout) & MC Laurent (Lorenzo Biemans).

## Geschiedenis
In 1998 ontmoette het tweetal elkaar tijdens de tournee "Wanted" voor nieuw talent. DJ Jerry was de vaste dj tijdens deze tournee en Ruben presenteerde de shows. In datzelfde jaar begonnen ze hun eerste vaste clubavond in de Amsterdamse Club Margaritas.
Ze draaiden daarna niet alleen op veel feesten en clubs in Nederland maar kwamen ook als gastdj's in Marokko, Londen, Spanje, Portugal, Suriname, Zweden en op Curaçao. Ook op grote evenementen als Innercity waren ze aanwezig.
Naast hun activiteiten in de clubs brachten DJ Jerry en MC Ruben ook met enige regelmaat mix-cd's uit. In 2003 bracht ID&T hun (mix)compilatie "UK Sounds" officieel uit. Op vrijdagavond verzorgde het duo daarnaast een programma op de radiozender FunX.
The Partysquad begon onder contract bij het label Good Life Music. De eerste plaat die onder dat label verscheen was hun single Wat wil je doen, in het najaar van 2005. De single werd uitgebracht in samenwerking met Top Notch en bereikte een top 10-positie. Begin 2006 verscheen hun tweede single, I'm Sorry. Deze keer betrof het een samenwerking met RMXCRW en zanger Gio. De video werd achtereenvolgens BoxBom en Superclip op TMF.
De single Wat wil je doen werd gebruikt als titeltrack van de speelfilm en multicultikomedie Het schnitzelparadijs. In 2005 mocht The Partysquad de Gouden Film uitreiken aan Martin Koolhoven, de regisseur van de film.
Op 8 september 2006 verscheen het debuutalbum van The Partysquad "De bazen van de club". Op deze cd werkten ze samen met onder andere Brainpower, Dicecream, Ali B en Gio.
In 2006 verzorgde The Partysquad samen met Extince, Jacqueline Govaert en Caprice de opening van de TMF Awards. In de weken daarna was er zoveel vraag naar de single, dat TMF die voor downloaden beschikbaar maakte. Op 9 december kwam de single op basis van alleen downloads binnen op nummer 4 in de Single Top 100.
In 2008 maakte The Partysquad samen met Dio, Sef, Sjaak & Reverse het nummer "Stuk". Het nummer werd ook de titelsong voor de film Alibi.
Op 2 juni van datzelfde jaar verscheen in samenwerking met Afrojack ook de single "Drop Down".
Op 23 juni 2008 verscheen "Total Los", het tweede album van The Partysquad. Dit is een album met house/eclectic muziek, in samenwerking met verschillende artiesten.
Op 22 september 2008 raakte DJ Jerry ernstig gewond bij een auto-ongeluk in de bergen van Ibiza. Ruben zat in een andere auto en bleef ongedeerd. Jerry werd geopereerd en na de operatie in slaap gehouden. Op 11 november 2008 liet hij Ruben vanuit het ziekenhuis weten dat hij weer kon praten. Een week voor de kerst van 2008 werd hij uit het ziekenhuis ontslagen. Begin 2009 begon hij aan zijn revalidatie.
Op 17 oktober 2008 was in het BNN-programma De Lama's de première van hun single in samenwerking met de Lama's, getiteld Lekker gewoon.
Begin januari 2009 verscheen de single "Licht van de laser", waarop voor de tweede keer werd samengewerkt met Dio, Sef en Sjaak. De single werd een hit en kwam op positie 28 in de Nederlandse Top 40 en op 11 in de Single Top 100.
Op 17 mei 2010 werd de samenwerking met Afrojack herhaald. Samen brachten ze de single "A Msterdamn" uit. Dit werd de best verkochte single tot dan toe van het label Spinnin' Records. De plaat stond wekenlang op de eerste plaats in de Electrohouse lijst.
Het volledige herstel van DJ Jerry werd gevierd met de single "Welkom terug", die in samenwerking met The Opposites werd gemaakt. De single werd uitgebracht door Top Notch.
Naast "Welkom terug" werden er nog drie singles uitgebracht. Bij Top Notch verscheen "Lucky Star", een samenwerking met Alvaro. De derde single heette "Fire", waarbij werd samengewerkt met Quintino. De R3HAB remix van deze single werd uiteindelijk uitgebracht bij Spinnin' Records. De laatste single die The Partysquad dat jaar uitbracht droeg de naam "Showrocker", en werd in samenwerking met Bassjackers gemaakt.
Op 14 januari 2011 kwam de single "Ik ga hard" uit, een samenwerking met Adje, Jayh en Gers Pardoel, uitgebracht door Top Notch. Het nummer bereikte de 16e plek in de Nederlandse Top 40, de 8e positie in de Single Top 100, en de 6e in de iTunes Top 30.
Later die week, op 18 januari 2011, volgde de tweede single van het jaar, genaamd "My Bad". Deze single werd in samenwerking met Roxy Cottontail gemaakt, en uitgebracht door Spinnin' Records.
Op 20 juni 2011 kwam "For Your Love" uit, een single in samenwerking met When Harry Met Sally & Caprice.
Op 16 juli werd, in samenwerking met NinjaSonik, het nummer "Mosh Pit" uitgebracht.
"Original Don" is de vijfde plaat waarbij The Partysquad in 2011 betrokken was, ditmaal in samenwerking met Major Lazer.
Op 17 april 2012 kwam de "Badman Rave EP" uit, met 6 nummers.
Op 16 mei 2012 volgde de eerste single van dat jaar, genaamd "Wataah", samen met Alvaro, uitgebracht door Spinnin' Records / Rebel Yard.
Op 25 juni 2012 kwam de single "Tranga" uit. Bij deze plaat is samengewerkt met Illuminati AMS.
Op 1 september 2012 werd in samenwerking met DJ Punish "Mash It Up" uitgebracht.
De laatste single van het jaar kwam eind november uit. De plaat, genaamd "Oh My", is gemaakt in samenwerking met Boaz van de Beatz.
Op 8 februari 2013 is "Helemaal naar de klote" uitgegeven door Top Notch, in samenwerking met Jayh en Sjaak.
Inmiddels heeft het duo een deal met Warner Music Benelux getekend. In 2021 brachten ze de eerste single 'Freaky Dingen' onder dat label uit. Inmiddels neemt MC Ruben voornamelijk zaken op de achtergrond waar voor The Partysquad en neemt MC Laurent het stokje als MC van het duo over.

## Wedstrijden, prijzen en nominaties
| Jaar | Prijs            | Categorie           | Muziek                                      |
| ---- | ---------------- | ------------------- | ------------------------------------------- |
| 2006 | Urban Awards     | Beste DJ            |                                             |
| 2006 | Urban Awards     | Beste Video         | Dat is die shit Ft. Darryl, Negativ en Nino |
| 2007 | TMF Awards 2007  | TMF Pure Award      |                                             |
| 2007 | TMF Awards 2007  | TMF Radio Hit Award | Non Stop Ft. Brainpower                     |
| 2007 | Urban Awards     | Beste DJ            |                                             |
| 2021 | FunX Music Award | Best DJ             |                                             |

## Discografie

### Albums
| Album met eventuele hitnotering(en) in de Nederlandse Album Top 100 | Datum van verschijnen | Datum van binnenkomst | Hoogste positie | Aantal weken | Opmerkingen                     |
| ------------------------------------------------------------------- | --------------------- | --------------------- | --------------- | ------------ | ------------------------------- |
| UK Sounds                                                           | 27-03-2003            | -                     |                 |              |                                 |
| De bazen van de club                                                | 08-09-2006            | 16-09-2006            | 26              | 7            |                                 |
| Total Los! - De mixtape vol. 1                                      | 23-06-2008            | -                     |                 |              | nr. 12 in de Compilation Top 30 |
| Total Los! - De mixtape vol. 2                                      | 19-06-2009            | -                     |                 |              | nr. 11 in de Compilation Top 30 |
| Nachtwacht                                                          | 05-04-2018            | -                     |                 |              |                                 |

### Singles
| Single met eventuele hitnotering(en) in de Nederlandse Top 40 | Datum van verschijnen | Datum van binnenkomst | Hoogste positie | Aantal weken | Opmerkingen                                                           |
| ------------------------------------------------------------- | --------------------- | --------------------- | --------------- | ------------ | --------------------------------------------------------------------- |
| Wat wil je doen                                               | 2005                  | 08-10-2005            | 15              | 8            | Nr. 12 in de Single Top 100                                           |
| I'm sorry                                                     | 2006                  | 04-02-2006            | 22              | 6            | met RMXCRW & Gio / Nr. 14 in de Single Top 100                        |
| Rampeneren                                                    | 2006                  | 06-05-2006            | 4               | 15           | met Ali B & Yes-R / Nr. 6 in de Single Top 100                        |
| Hard to get (Remix)                                           | 2006                  | 13-05-2006            | tip4            | -            | met Gio, Ali B & Ambush / Nr. 41 in de Single Top 100                 |
| Dat is die shit                                               | 2006                  | 16-09-2006            | tip2            | -            | met Darryl, Nino, Negativ & Gio / Nr. 44 in de Single Top 100         |
| Ben je down (TMF Awards Anthem 2006)                          | 2006                  | 16-12-2006            | tip8            | -            | met Extince, Jacqueline & Caprice / Nr. 4 in de Single Top 100        |
| Non stop                                                      | 2007                  | 10-02-2007            | 14              | 8            | met Brainpower / Nr. 26 in de Single Top 100                          |
| Stuk                                                          | 2008                  | 09-02-2008            | 6               | 9            | met Dio, Sef, Sjaak & Reverse / Nr. 11 in de Single Top 100           |
| Drop down (Do my dance)                                       | 2008                  | 21-06-2008            | 20              | 7            | met Afrojack / Nr. 12 in de Single Top 100                            |
| Whoop whoop                                                   | 2008                  | 01-11-2008            | 20              | 7            | met DiceCream, Reverse, Darryl & Sjaak / Nr. 29 in de Single Top 100  |
| Licht van de laser                                            | 2009                  | 24-01-2009            | 28              | 5            | met Sef, Dio & Sjaak / Nr. 11 in de Single Top 100                    |
| A Msterdamn                                                   | 2010                  | -                     |                 |              | met Afrojack / nr. 86 in de Single Top 100                            |
| Lucky star                                                    | 2010                  | 17-07-2010            | tip7            | -            | met DJ Alvaro / nr. 89 in de Single Top 100                           |
| Ik ga hard                                                    | 14-01-2011            | 19-02-2011            | 16              | 9            | met Adje, Gers, Jayh & Reverse / nr. 8 in de Single Top 100           |
| Body language (Ride)                                          | 2011                  | -                     |                 |              | met Rochelle & Jayh / Nr. 91 in de Single Top 100                     |
| Original Don                                                  | 2012                  | -                     |                 |              | met Major Lazer / Nr. 98 in de Single Top 100                         |
| Wataah                                                        | 2012                  | 07-04-2012            | tip11           | -            | met Alvaro                                                            |
| Helemaal naar de klote                                        | 08-02-2013            | 23-02-2013            | 28              | 5            | met Jayh, Sjaak en Reverse / Nr. 14 in de Single Top 100              |
| #Pantsdown                                                    | 2013                  | 23-11-2013            | tip9            | -            | met Mitchell Niemeyer / Nr. 71 in de Single Top 100                   |
| C'est la vie                                                  | 2017                  | 12-08-2017            | tip2            | -            | met Josylvio, Bizzey, Hansie & Broertje / Nr. 39 in de Single Top 100 |
| Lit                                                           | 2018                  | -                     |                 |              | met Equalz                                                            |
| Vind Je Mooi                                                  | 2018                  | -                     |                 |              | met Lil' Kleine, Sticks en Punish                                     |

| Single met hitnotering(en) in de Vlaamse Ultratop 50 | Datum van verschijnen | Datum van binnenkomst | Hoogste positie | Aantal weken | Opmerkingen               |
| ---------------------------------------------------- | --------------------- | --------------------- | --------------- | ------------ | ------------------------- |
| Helemaal naar de klote                               | 2013                  | 20-04-2013            | tip59           | -            | met Jayh, Sjaak & Reverse |
| #Pantsdown                                           | 2013                  | 30-11-2013            | tip67*          |              | met Mitchell Niemeyer     |

### Mixtapes
- Partysquad Mix CD Volume 1 (2000)
- Partysquad Mix CD Volume 2 (2001)
- Partysquad Mix CD Volume 3 (2002)

### Soundtracks
- Wat wil je doen (met Jayh en Reverse (Art Officials), Darryl, The Opposites, Willie Wartaal, Spacekees en Heist-Rockah), voor de film Het Schnitzelparadijs (2005)
- Stuk (met Dio, Sef, Sjaak & Reverse), voor de film Alibi (2008)